# Orde Reial de Victòria i Albert
L'Orde Reial de Victòria i Albert (anglès: Royal Order of Victoria and Albert) era un orde de la família reial britànica, instituït el 10 de febrer de 1862 per la Reina Victòria.

## Història
L'origen de l'ordre es troba el 1856 amb motiu de la confirmació de la princesa Victòria del Regne Unit. Els seus pares, la reina Victòria i el príncep Albert de Saxònia-Coburg-Gotha la regalen llavors un camafeu amb les seves dues efígies, realitzat a partir de la medalla realitzada per William Wyon el 1851 amb motiu de la primera Exposició Universal. El camafeu anava arrestat d'un llaç de cinta de moaré blanc a la part superior esquerra del pit.
El 1856, els monarques repeteixen el mateix regal, amb motiu de la confirmació de la seva segona filla, Alícia. Després de la mort del príncep Albert el 1861, el 1862 després de lliurar-la a la seva filla Elena en la seva confirmació la Reina decideix transformar aquesta sèrie de regals en la primera de les classes d'una ordre femenina, considerant-la instituïda amb anterioritat, el 10 de febrer de 1861, en ocasió del seu vint aniversari de noces. Posteriorment l'ordre és lliurada de forma successiva a les filles i netes de la reina Victòria, així com a comptades emperadrius i reines no unides per parentiu amb la reina.
La darrera posseïdora, la Princesa Alícia, comtessa d'Athlone va morir el 1981. Com d'altres ordes britànics que han caigut en desús, no ha estat formalment abolit.

## Estructura
L'obra constava de quatre classes:
- Dama de primera classe.[1][4] (Reservada per a les filles i nores de la reina, i sobiranes estrangeres)

- Dama de segona classe.[4] (Reservada per a les netes de la reina, comptades princeses estrangeres i excepcionalment a dames de la cort)[5]

- Dama de tercera classe.[4] (Reservada per a dames de la cort)[5]

- Dama de quarta classe. (Per a les no incloses en algunes de les categories anteriors)[5]

L'ordre també comptava amb un registrador.

## Disseny
Les 3 primeres classes consistien en un medalló de la Reina Victòria i del Príncep Albert, que diferien en la mida i en la joieria que portaven. La quarta classe consistia en el monograma reial enjoiat. Totes quatre se subjectaven d'una llaçada de seda blanca.